# S-Adenozil-L-homocistein
S-Adenozil--homocistein (SAH) je aminokiselinski derivat koji se koristi u nekoliko metaboličkih puteva u većini organizama. On je intermedijer u sintezi cisteina i adenozina.
SAH se formira demetilacijom S-adenozil--metionina (SAM).

## Spoljašnje veze
|  | Molimo Vas, obratite pažnju na važno upozorenje u vezi sa temama iz oblasti medicine (zdravlja). |